# Litochleby
Litochleby jsou zaniklá vesnice, která stála v oblasti dnešního Litochlebského náměstí na Chodově v Praze. Doložena je od první poloviny 14. století, definitivně zlikvidována byla v 70. letech 20. století v rámci výstavby sídliště Jižní Město.

## Historie
Vesnice Litochleby je poprvé doložena k roku 1326, kdy se po ní psal vladyka Ondřej. To je zhruba století a půl po první zmínce o sousedním Chodově (Chodově či Hodově dvorci). Název je roku 1326 zmiňován v podobě Ľutochlebi, tedy jako osada těch, kteří litují chleba, tj. skrblíků.
Dne 3. dubna 1420 pražský konšel Václav z Litochleb setrval v husitské Praze a byl vzat na slovo. K roku 1526 je zmínka, že Anna Chodovská z Chrástu odkazuje dědičný rodový majetek, totiž tvrz, dvůr a obce Chodov, Litochleby, Šeberov i vzdálenější statky, svému příbuznému Jiřímu Osovskému z Adlaru po dobu jeho života. V letech 1549–1551 Chodov spolu s Litochleby postupně převzal Vilém Muchek z Bukova (napřed jménem bratří, od nichž poté odkoupil jejich podíly), roku 1558 je koupil Jakub Chodaur z Lokte, roku 1578 Jan Bořita z Budče, ženich Juliany Hýzrlové z Chodů, a její matka Madalena Hýzrlová z Křešťan, roku 1616 Benjamin Fruwein z Podolí a ještě téhož roku pak Jan Vilém Hrobčický z Hrobčic, přitom jsou v obou obcích zmiňovány vejsadní krčmy. Roku 1617 podepsal kupní smlouvu na obě obce Pavel Micnna z Vacínova k ruce svého bratra Jiřího Viléma Michny, ale oba byli vypovězeni stavovskými direktory dříve, než zaplatili tržní cenu, a majetek tak dále držel Jan Vilém Hrobčický. Roku 1621 Jiří Vilém Michna z Vacínova přebral Chodov a Litochleby, poničené průchodem armád, za sníženou cenu (a roku 1634 k tomu přikoupil konfiskovaný Šeberov a Hrnčíře). Kolem roku 1670 Litochleby s dalšími statky opakovaně kupuje a prodává hrabě Millesimo. Roku 1676 koupil Chodov, Litochleby a dvůr Hostivař (zřejmě Malý Hostivař neboli pozdější Háje) benediktinský klášter sv. Mikuláše ve Starém Městě pražském. Roku 1728 koupil Chodov s Litochleby, Šeberov a Hrnčíře Jan Arnošt Václav z Goltze a připojil je ke kunratickému panství.
Po polovině 18. století stálo v Chodově a v Litochlebech mimo chodovský dvůr celkem 18 domů různého významu a 3 pustá místa po hospodářstvích. Roku 1841 byl pro Chodov a Litochleby vyměřen společný katastr a Litochleby se tak staly osadou katastrální obce Chodov. V Litochlebech se k roku 1844 uvádí 29 domů se 173 obyvateli. V roce 1848 v rámci zavedení obecního zřízení vytvořily Chodov, Litochleby, Šeberov a Hrnčíře společně jednu politickou obec Chodov-Šeberov. Ta měla v roce 1890 měla celkem 141 domů a 1201 obyvatel, z toho Litochleby 282 obyvatel. V roce 1908 byl Šeberov s Hrnčíři oddělen.
Po roce 1918 chodovská obecní rada rozhodla, že se Chodov nezapojí do vznikající Velké Prahy. Kunratický velkostatkář však ve 20. letech 20. století prodal pražské obci chodovský dvůr, k němuž náleželo 294 ha polí, a Praha umožnila na části těchto pozemků výstavbu a ostatní, včetně dvora, pronajímala. V následujících letech byl Chodov elektrifikován, byl do něj zaveden autobus a číslování domů v Litochlebech bylo (roku 1925) propojeno s chodovským číslováním, čímž formálně Litochleby jako osada zanikly. V rámci Chodova byly Litochleby připojeny k Praze roku 1968. V 70. letech 20. století pak zbytky původní venkovské zástavby Litochleb i s náměstím zanikly i fyzicky v rámci výstavby sídliště Jižní Město. Název Litochleby byl přenesen na sídliště Litochleby, část sídliště Jižní Město v okolí někdejších Litochleb.
Litochleby byly typická návesní vesnice, tvořená hospodářskými usedlostmi seskupenými kolem okrouhlé návsi. Náves Litochleb se nacházela v severozápadním sousedství dnešního Litochlebského náměstí, od roku 1937 nesla název Švehlovo náměstí, po roce 1949 náměstí Julia Ďuriše a před rokem 1966 byla přejmenována na Litochlebské náměstí. Střed návsi byl v místech dnešního parčíku v severní části dnešního náměstí, zástavba sahala jihovýchodním směrem zhruba ke středu dnešního kruhového objezdu na severozápadní straně zasahovala do prostoru dnešních panelových domů a parkovišť v ulici Valentově.
Z původní venkovské zástavby nezůstalo prakticky nic, název zůstal zachován jednak v názvu zmíněného náměstí, jednak v názvu sídliště Litochleby, které je jednou ze součástí sídliště Jižní Město, konkrétně Jižního Města I, a řady míst a institucí v tomto sídlišti, například Polikliniky Litochleby. V záběhlické kolonii Trnkov je ulice Litochlebská mezi ulicemi jiných názvů po obcích v jihovýchodním okolí a jihovýchodní části Prahy.